# Fabryka fajansu w Budach
Fabryka fajansu w Budach (ukr. Будянський фаянсовий завод) – nieistniejąca fabryka fajansu założona w 1887 roku przez Matwieja Kuzniecowa. Działała do 2006 roku.

## Historia
Matwiej Sidirowicz Kuzniecow był wnukiem fabrykanta Jakowa Kuzniecowa, który pierwszą wytwórnię porcelany założył w 1812 roku w Nowocharitonowie. Gdy fabryka w Budach rozpoczęła działalność, Matwiej Sidirowicz Kuzniecow posiadał już inne zakłady: w Rydze (1842), dawna Auerbacha w Kuzniecowie i w Wołochowie (1878). Fabryka została założona w 1883 roku jako Nowo-Char’kowskaja fabrika M. S. Kuzniecowa w siele Budy, a rozpoczęła działalność w 1887 roku. Początkowo wytwarzano tu półfajans, a od 1892 fajans, a potem porcelanę. W 1895 roku zatrudniała ponad 2000 osób i produkował około 500 000 sztuk wyrobów rocznie. Firma prowadziła m.in. szkołę dla dzieci pracowników, szpital, łaźnię. Po znacjonalizowaniu w 1922 roku otrzymała nową nazwę Budianskyj fajansowыj zawod „Serp y mołot”. Podczas II wojny światowej została całkowicie zniszczona. Odbudowano ją w 1953 roku. Od lat 60. XX wieku fabryka sygnowała swoje wyroby znakiem koguta „Made in ZSRR”, a od 1991 roku „Made in Ukraina”. W latach 1990–2006 nosiła nazwę AOZT „Budianskyj fajans”, a w latach 2006–2009 OOO „Budianskyj fajans”. 2 listopada 2006 roku ogłoszono bankructwo zakładu i rozpoczęto jego likwidację. W 2015 roku budynki fabryki zostały rozebrane.

## Produkcja
W 1913 roku fabryka wyprodukowała 11 milionów sztuk, a w 1944 roku produkcja wzrosła do 44 milionów. Największy wzrost nastąpił w latach 70. i 80. XX wieku, gdy powstawało około 80 milionów sztuk. Na początku XXI wieku produkcja spadła do 20 milionów 20 tysięcy sztuk produktów. Zakład eksportował swoje wyroby do Rosji (około 30%), Niemiec, Danii, Polski, Słowacji, Finlandii, Francji, Szwecji, Czech, na Bliski Wschód i Afryki Północnej.

## Muzeum
W 1980 roku we wsi Budy otwarto Muzeum regionalne wsi Budy, w którym można było zobaczyć zachowaną kolekcję wyrobów fabryki. Znalazły się w nim głównie wyroby pracujących w latach 1950–1960 twórców, dla których inspiracją była ukraińska przyroda, literatura i sztuka. W 2000 roku dekretem Rady Ministrów Ukrainy powstało Muziej istorii AOZT «Budianskij fajans». W 2006 roku posiadało 3866 eksponatów i około 8000 zbiorów archiwalnych. Po likwidacji fabryki zbiory postanowiono przenieść do Muzeum Historycznego w Charkowie. Tam w 2010 roku została zorganizowana wystawa «Budianskije mastiera».